# Parti du Peuple Mauritanien
Die Parti du Peuple Mauritanien oder abgekürzt PPM (arabisch حزب الشعب الموريتاني, DMG Ḥizb aš-šaʿb al-mūrītānī; deutsch etwa Partei des mauretanischen Volkes) ist eine mauretanische politische Partei und war von 1961 bis 1978 die einzige zugelassene Partei im politischen System des Landes. 
Nach der Unabhängigkeit von Frankreich im November 1960 gründete Staatspräsident Moktar Ould Daddah die PPM als Zusammenschluss der bisherigen Regierungspartei Parti du Regroupement Mauritanien (PRM) und den Oppositionsparteien Association de la Jeunesse Mauritanienne (AJM) und der mit Marokko verbundenen Nahda. Im Dezember 1961 wurden somit die größten mauretanischen Parteien in einer Versammlung zu einer Einheitspartei vereinigt. Moktar erließ ein repressive Parteiengesetz und verfügte als Präsident über praktisch unbeschränkte Macht. Im Juli 1978 wurde in einer wirtschaftlichen Krise die erste Zivilregierung durch einen Putsch vom Militär abgelöst und die Partei verboten.
Es folgten nach jeweils kurzen Amtszeiten weitere Militärputsche, bis 1984 Oberst Maaouya Ould Sid’Ahmed Taya an die Macht kam.